# Pavane (roman)
Pour les articles homonymes, voir Pavane (homonymie).
Pavane (titre original : Pavane) est un roman de science-fiction composé de nouvelles distinctes de l'écrivain britannique Keith Roberts, publié aux États-Unis en 1968 et en France en 1971.
Classique de l'uchronie, le roman de Keith Roberts a tout d'abord été publié sous forme de nouvelles dans la revue anglaise Impulse à partir du numéro de mars 1966. La première des cinq nouvelles était intitulée The Signaller. Une sixième nouvelle a été publiée en décembre 1966 dans une autre revue anglaise, New Worlds, intitulée The White Boat. Cette dernière histoire ne se trouve que dans les éditions du livre postérieures à 1970, tout comme un épilogue écrit plus tard, Coda. Dans le livre, les six récits précédant l’épilogue ne sont pas placés dans leur ordre de parution en revues, et cet ordre peut varier selon les éditions. Toutes les nouvelles et l'épilogue sont situés dans le comté anglais du Dorset. Trois des nouvelles et l'épilogue font intervenir ou se réfèrent à des personnages de trois générations de la même famille.

## Résumé
Le titre se réfère à une danse du XVIe siècle, la pavane, et après le prologue ses  chapitres et l'épilogue se déclinent en mesures et coda.
Prologue. En juillet 1588, la reine Élisabeth d’Angleterre est assassinée. L'Invincible Armada triomphe de la flotte anglaise, et Philippe II devient roi d’Angleterre. En France les partisans de la Maison de Guise déposent la Maison de Valois. L’Eglise catholique écrase les Protestants néerlandais et allemands lors des Guerres Luthériennes. L’Amérique du Nord reste contrôlée par l’Espagne, et James Cook plante le drapeau cobalt du Trône de Pierre en Australasie. L'autorité de l'église catholique s'étend sur la presque totalité du monde, y compris l'Angleterre et ses colonies des Amériques, freinant tout progrès industriel. Mais vers le milieu du XXe siècle une rébellion semble se préparer.
Première mesure. The Lady Margaret. En 1968 à Durnovaria en Angleterre, un mécanicien solitaire Jesse Strange enterre son père Eli et prend le contrôle de l’entreprise de transports par trains à vapeur de celui-ci.
Deuxième mesure. The Signaller. Rafe Bigland, un jeune homme d’une famille modeste, parvient par son travail acharné à entrer dans la puissante confrérie des Signaleurs, qui contrôle sans partage le réseau de télégraphie optique.
Troisième mesure. Brother John. En 1985 un moine, artisan dans un des grands ateliers de lithographie contrôlés par l’Église, est envoyé par son supérieur pour illustrer par des dessins les séances de la Cour du Bien-être Spirituel, autrefois connue sous le nom d’Inquisition.
Quatrième mesure. Lords and Ladies. Alors que Jesse Strange est sur son lit de mort, sa nièce Margaret Strange se remémore son oncle, ainsi que sa récente relation avec Robert, fils de Lord Purbeck, châtelain de Corfe Gate.
Cinquième mesure. The White Boat. Becky, une jeune fille en quête d’aventure, parvient à embarquer sur un bateau de trafiquants d’armes.
Sixième mesure. Corfe Gate. Lady Eleanor of Purbeck, unique fille de Robert Purbeck et Margaret Strange, secondée par son sénéchal John, refuse de lever un nouvel impôt exigé par l'Eglise, qui conduirait ses vassaux à la famine. Profitant d’un voyage dans le Nouveau Monde de Charles, roi d’Angleterre et des Amériques, les troupes du Pape Jean (John) assiègent le château de Corfe.
Coda. John, fils du sénéchal John, arrive avec un groupe de touristes aux pieds des ruines de Corfe Gate, et décachète une lettre de son père.

## Critiques spécialisées
Le critique Jacques Sadoul a une opinion très favorable de ce roman :

« Avec What mad universe de Fredric Brown et le roman français Ptah Hotep de Charles Duits, je placerai sans hésiter Pavane parmi les trois meilleurs mondes parallèles que la science-fiction nous ait donnés. »